# Caofeidian

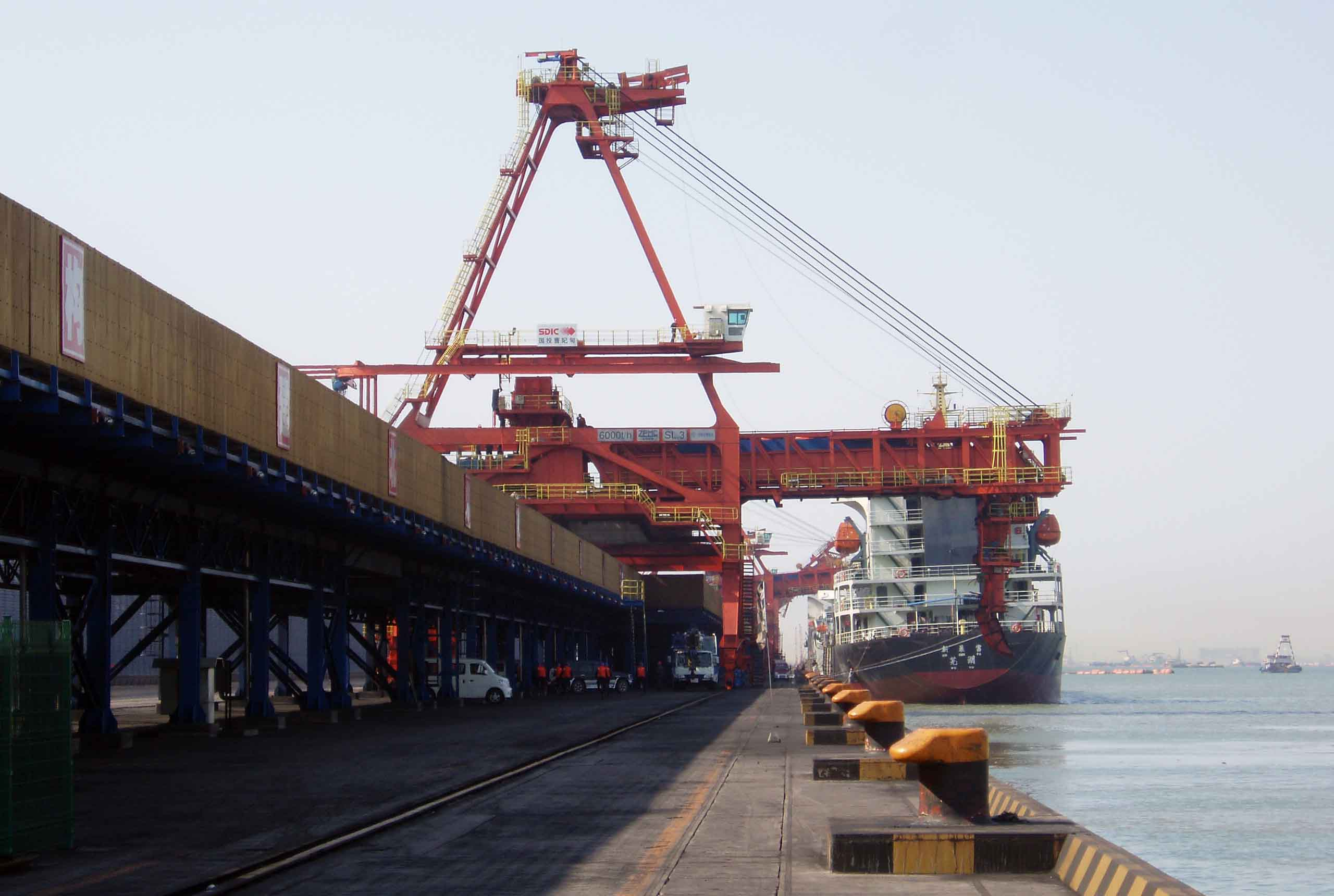
Le port de vrac de Caofeidian.

Caofeidian est une ville située sur une zone de terre-plein située dans la baie de Bohai sous l'administration de Tangshan dans la province d'Hebei en République populaire de Chine. 
Ceofeidian devait accueillir une importante population estimée à 300 000 personnes. En 2014, seulement quelques milliers d'habitants s'y étaient installés. Caofeidian est l'un des plus importants terre-plein au monde.